# Йёрг, Селина
Селина Йёрг (нем. Selina Jörg, род. 24 января 1988 года, Зонтхофен) — немецкая сноубордистка, серебряный призёр Олимпийских игр 2018 года, двукратная чемпионка мира в параллельном гигантском слаломе, бронзовый призёр чемпионата мира в параллельном слаломе (2021).
Немецкая сноубордистка участвовала в параллельном гигантском слаломе на зимних олимпийских играх 2010 в Ванкувере, заняв четвёртое место.
В феврале 2019 года в США в штате Юта на чемпионате мира по фристайлу и сноуборду, Селина в параллельном гигантском слаломе завоевала чемпионский титул опередив всех своих соперниц.